# Dreamland (Julien-K)
Dreamland è un singolo del gruppo musicale statunitense Julien-K, pubblicato il 27 agosto 2010 come sesto estratto dal primo album in studio Death to Analog.

## Tracce
Testi e musiche di Ryan Shuck, Amir Derakh e Anthony Valcic.
1. Dreamland (Album Version) – 4:07
2. Dreamland (Dave the Hustler - In Hustler's Dreams Remix) – 6:10
3. Dreamland (Gorstein Remix) – 3:47
4. Dreamland (Radio Edit) – 3:29

## Formazione
- Ryan Shuck – voce, chitarra, sintetizzatore
- Amir Derakh – chitarra, sintetizzatore, programmazione, basso
- Anthony "Fu" Valcic – programmazione, sintetizzatore
- Elias Andra – batteria